# 同期分娩
同期分娩是通过使用药物或其它技术使母畜在同一时间段进行分娩，从而方便养殖管理的一种畜牧学手段。同期分娩的技术可以使原本分娩时间分散的母畜能在计划的时间内集中分娩。

## 作用
使用同期分娩可以方便养殖场工作安排。由于可以尽量使母畜在适当时间进行分娩，可以大量母畜在夜间分娩造成的管理不便。在劳动力紧张的地区，同期分娩还可减少周末生产的数量。
由于同期分娩使母畜的分娩时间更多集中，可以更好地安排工作并及时对幼畜进行看护，提高幼畜成活率。在预知母畜分娩时间的前提下，还可以提前对分娩做好准备。
在全进全出的养殖场，同期分娩还可以更有效地对同批仔畜进行剪牙、断尾、补铁、称重、免疫及断奶等工作。

## 使用方法
在母畜预产期之前1-2天，对母畜注射药物（如氯前列烯醇）诱发同期分娩。